# Wiggiswil
Wiggiswil (toponimo tedesco) è un comune svizzero di 102 abitanti del Canton Berna, nella regione di Berna-Altipiano svizzero (circondario di Berna-Altipiano svizzero).

## Storia
Tra il 1832 e il 1847 fu unito al comune di Deisswil bei Münchenbuchsee.

## Società

### Evoluzione demografica
L'evoluzione demografica è riportata nella seguente tabella:
Abitanti censiti

## Amministrazione
Ogni famiglia originaria del luogo fa parte del cosiddetto comune patriziale e ha la responsabilità della manutenzione di ogni bene ricadente all'interno dei confini del comune.